# Les Sentinelles de l'air
Pour le film, voir Thunderbirds (film, 2004). Pour la série télévisée reboot, voir Thunderbirds (série télévisée d'animation).
Pour les articles homonymes, voir Sentinelle et Thunderbird.
Les Sentinelles de l'air  (Thunderbirds) est une série télévisée britannique en 32 épisodes de 50 minutes, créée par Sylvia et Gerry Anderson et diffusée entre le 30 septembre 1965 et le 25 décembre 1966 sur ITV. Cette série a la particularité de n'utiliser aucun acteur pour incarner ses personnages, uniquement des marionnettes.
Elle utilise le procédé de marionnettes Supermarionation, comme d'autres productions du couple Gerry et Sylvia Anderson : Four Feather Falls (1960), Supercar (1961-1962), Fusée XL5 (1962-1963), Stingray (1964-1965), Capitaine Scarlet (1967-1968), Joe 90 (1968-1969) ou Service secret (1969).
Au Québec, elle fut diffusée à partir du 6 octobre 1966 à Télé-Métropole jusqu'en 1981. Retour dès le 1er juin 1994 à Super Écran, puis dès le 7 septembre 1996 sur Canal Famille.
En France, sous le titre Lady Pénélope, seuls les treize premiers épisodes ont été diffusés en 1976 le dimanche après-midi sur Antenne 2. La série a été rediffusée sous le titre Les Sentinelles de l'air en 1980 sur Antenne 2 le mercredi après-midi, puis en 1994 sur M6 et au début des années 2000 sur Canal Jimmy.

## Synopsis
En 2066, Jeff Tracy, ancien astronaute devenu richissime, aujourd'hui âgé, est à la tête d'une mystérieuse organisation, appelée Sécurité internationale (International Rescue) et dont la mission est d'intervenir dans des sites de sinistres majeurs, ou dans les cas d'extrême urgence, seulement si des vies humaines sont en jeu. Il vit sur une île du Pacifique, entouré de ses cinq fils et de quelques personnes de confiance, toujours prêts à sauver le monde à bord de leurs engins futuristes, les Thunderbirds.
Lorsque survient un danger, il suffit de lancer un signal radio qui est intercepté par un des fils Tracy, John, assurant la veille à bord du satellite Thunderbird 5. Il avertit aussitôt son père qui envoie son fils aîné, Scott, à bord de l'avion-fusée Thunderbird 1 installer une base radio pour communiquer avec ses frères ou avec la base. En fonction de ce que ce dernier a signalé, l'avion-cargo Thunderbird 2, piloté par Virgil, emporte le matériel de secours adéquat stocké dans des conteneurs adaptés. Parmi ceux-ci, le submersible de poche Thunderbird 4, piloté par Gordon. Enfin, Alan, le benjamin, pilote à l'occasion  Thunderbird 3, la fusée servant aux rares interventions spatiales, ou à emmener quelqu'un à bord de Thunderbird 5.

## Personnages
- Jeff Tracy : ancien astronaute né en 2010. Il est le fondateur de Sécurité internationale, organisation secrète chargée de sauvetage. Veuf après avoir perdu sa femme dans une avalanche[3], il a cinq fils, tous pilotes dans son organisation ;
- Scott Tracy : l'aîné, pilote exclusif du Thunderbird 1 ;
- Virgil Tracy : le cadet, pilote du Thunderbird 2 ;
- John Tracy : le troisième des frères Tracy, contrôleur à bord de la station spatiale Thunderbird 5 (en alternance avec Alan) ;
- Gordon Tracy : le quatrième, pilote du Thunderbird 4 ;
- Alan Tracy : le benjamin, ancien coureur automobile, pilote du Thunderbird 3 ; de nature timide, il est amoureux de Tin-tin ;
- Lady Pénélope Creighton-Ward : agent secret de l'organisation, vivant à Londres, et qui possède une Rolls-Royce FAB 1 (en) à six roues ;
- Aloysius Parker : chauffeur de la Rolls-Royce rose de Lady Pénélope ;
- Grand-mère Tracy : mère de Jeff (son prénom n'est pas mentionné dans la série) ;
- Brains : concepteur des installations de Sécurité internationale, appelé « Grand savant » par Jeff et ses fils dans la version française ;
- Kyrano : intendant de la famille Tracy ;
- Tin-tin : fille de Kyrano et collaboratrice de Brains, Tin-Tin a le béguin pour Alan ;
- Bela Gaat (ou Bela Ghat) dit The Hood : demi-frère de Kyrano, le méchant de la série, doté de pouvoirs psychiques et télépathiques.

## Fiche technique
- Titre original : Thunderbirds
- Titre français : Les Sentinelles de l'air ; Les Aventures de Lady Pénélope
- Création : Sylvia et Gerry Anderson
- Réalisation : Brian Burgess, David Elliott, David Lane, Alan Pattillo, Desmond Saunders
- Scénario : Gerry et Sylvia Anderson, Tony Barwick, Martin Crump, Alan Fennell, Dennis Spooner, Alan Pattillo, Donald Robertson
- Conception des personnages : John Brown, John Blundall
- Direction artistique : Bob Bell
- Costumes : Elizabeth Coleman
- Image : John Read
- Musique : Barry Gray
- Production : Gerry Anderson (saison 1), Reg Hill (saison 2)
- Sociétés de production : APF Television, ITC Films
- Société de distribution : ITC
- Pays d'origine : Royaume-Uni
- Langue originale : anglais
- Format : couleur — 35 mm — 1,33:1 — son mono
- Genre : science-fiction, marionnettes
- Nombre d'épisodes : 32 (2 saisons)
- Durée : 50 minutes
- Dates de première diffusion :
  -  Royaume-Uni : 30 septembre 1965
  -  France : 1976

## Distribution vocale

### Voix originales
- Peter Dyneley : Jeff Tracy
- Shane Rimmer : Scott Tracy
- David Holliday : Virgil Tracy (saison 1)
- Jeremy Wilkin : Virgil Tracy (saison 2)
- Matt Zimmerman : Alan Tracy
- Ray Barrett : John Tracy, The Hood
- David Graham : Gordon Tracy, Aloysius Parker, Brains, Kyrano
- Sylvia Anderson : Lady Pénélope Creighton-Ward
- Christine Finn : Tin-Tin, GrandMa Tracy

 Sauf indication contraire, les informations mentionnées dans cette section peuvent être confirmées par la base de données cinématographiques IMDb,  présente dans la section « Liens externes ».

### Voix françaises
- Raymond Loyer : Jeff Tracy
- Jacques Richard : Scott Tracy
- Jacques Bernard : John Tracy
- Jean-Henri Chambois : Aloysius Parker
- Serge Lhorca : Brains
- Nicole Favart : Lady Pénélope Creighton-Ward
- Claude Bertrand : The Hood

Source : Planète Jeunesse

## Production

### Sécurité internationale

#### Agents dans le monde
La Sécurité internationale dispose d'agents dans le monde, répartis sur 31 points. Leur nombre est inconnu mais l'un des agents porte le numéro 47.
- Afrique : 3
- Amérique du Sud : 4
- Angleterre : 2
- Australie : 2
- Biélorussie : 1
- Canada : 3
- Chine : 1
- États-Unis (dont 1 en Alaska et 1 à Hawaï) : 6

Agent 47 (Jeremy)
- France : 1
- Inde : 1
- Islande : 1
- Japon : 1
- Madère : 1
- Maldives : 1
- Mongolie : 1
- Nouvelle-Zélande : 1
- Pacifique : 1

## Épisodes

### Première saison (1965)
1. Pris au piège (Trapped in the Sky)  Royaume-Uni
2. L'Éboulement (Pit of Peril)  République démocratique du Congo
3. Lady Pénélope en danger (The Perils of Penelope)  France
4. Terreur à New York (Terror in New York City)  États-Unis
5. Essais en vol (Edge of Impact)  Royaume-Uni
6. Le Pont (Day of Disaster)  Royaume-Uni
7. Le Bracelet (30 Minutes after Noon)  Royaume-Uni
8. Le Trésor du lac (Desperate Intruder)  Égypte
9. Le Bout de la route (End of the Road)  Indonésie
10. Perdus dans le désert (The Uninvited)  Égypte
11. Vers le soleil (Sun Probe)  États-Unis
12. Le Passager clandestin (Operation Crash Dive)  Royaume-Uni
13. Le Talent de Parker (Vault of Death)  Royaume-Uni
14. Sabotage à l'usine atomique (The Mighty Atom)  Australie
15. Au feu ! (City of Fire)  États-Unis
16. Les Imposteurs (The Impostors)  États-Unis
17. L'Homme du MI.5 (The Man from MI.5)  Monaco
18. Les Amateurs (Cry Wolf)  Australie
19. Danger sur les mers (Danger at Ocean Deep)  Royaume-Uni
20. Un geste et vous êtes mort (Move-and You're Dead)  États-Unis
21. La mission de la Duchesse (The Duchess Assignment)  États-Unis
22. Le Monorail ou Arrêtez le train (Brink of Disaster)  États-Unis
23. L'Attaque des alligators (Attack of the Alligators)  Brésil
24. L'Invasion des Martiens (Martian Invasion)  États-Unis
25. Message en musique (The Cham-Cham)  Suisse
26. Le Rêve (Security Hazard)  Royaume-Uni

### Deuxième saison (1966)
1. Au fond de l'océan (Atlantic Inferno)  Australie
2. Le Barrage (Path of Destruction)  Mexique
3. Un drôle de nom (Alias Mr Hackenbacker)  Royaume-Uni
4. Les Vacances de Parker (Lord Parker's 'Oliday)  Espagne
5. Le Satellite pirate (Ricochet)  États-Unis
6. Joyeux Noël (Give or Take a Million)  États-Unis

## Adaptations et suites
- 1966 : L'Odyssée du cosmos (Thunderbirds Are Go), film britannique de David Lane en supermarionation ;
- 1968 : Thunderbirds et Lady Pénélope (Thunderbird 6), film britannique de David Lane en supermarionation ;
- 1982 : Thunderbirds 2086, série d'animation japonaise de Kimio Ikeda ;
- 1994 : Thunderbirds USA et Turbocharged Thunderbirds (remontage d'épisodes originaux)
- 2004 : Thunderbirds : Les Sentinelles de l'air (Thunderbirds), film américain (live action) de Jonathan Frakes ;
- 2015 : Thunderbirds (Thunderbirds Are Go), série télévisée britanno-néo-zélandaise de David Scott et Theo Baynton ;
- 2015 : Thunderbirds, jeu de plateau coopératif conçu par Matt Leacock.

## Autour de la série
- Vu le nombre de marionnettes, de décors, de maquettes, d'accessoires, chaque épisode coûtait plus de 20 000 livres sterling.
- Les prénoms des cinq fils de Jeff Tracy n'ont pas été choisis au hasard : ils correspondent aux prénoms des premiers astronautes du programme Mercury[7].
- Le personnage de Lady Pénélope a été élaboré d'après les traits de Sylvia Anderson.
- Dans le dernier épisode, Joyeux Noël, un calendrier affiche l'année 2026. Certains plans rapprochés permettent également d'apercevoir les années 1964 ou 1965 sur des journaux, puisque de véritables journaux de l'époque étaient utilisés. Néanmoins, Gerry Anderson a déclaré à maintes reprises que la série se déroulait cent ans dans le futur, soit en 2065. L'année 2026 sur le calendrier était une erreur de la part du département des accessoires[3].
- Certains des scénarios de la série Chapeau melon et bottes de cuir (The Avengers) ont été recyclés à partir de scénarios antérieurs écrits par Clemens ou Spooner pour d'autres séries : « Steed et la voyante » était basé sur l'épisode « Meurtre en tête » de la série Angoisse et « Le Monstre des égouts » était basé sur « L'Attaque des alligators » de la série Les Sentinelles de l'air[8].
- Cette série a très fortement inspiré le film Team America, police du monde qui la pastiche.
- Le vidéo clip de Calling Elvis des Dire Straits a été dirigé par Gerry Anderson et met en scène les personnages de la série et les membres du groupe « marionnettisés » pour l'occasion.
- En 2015, il existe un remake de cette série nommé Thunderbirds (Thunderbirds Are Go)[9].

## DVD
- L'intégrale de la série est sortie en coffret 9 DVD chez TF1 Vidéo le 7 novembre 2001. Plusieurs autres rééditions de la série ont été publiées chez les marchands de journaux avec une intégrale DVD + Fascicule. La dernière réédition en date en format coffret est sortie le 16 octobre 2008 toujours chez le même éditeur.